# Tony Yoka
Tony Yoka (n. 28 aprilie 1992, Paris, Franța) este un boxer ce a reprezentat Franța, medaliat olimpic. A participat la 2 ediții ale Jocurilor Olimpice (2012, 2016) în care a câștigat o medalie de aur.